# Mixomatosi
La mixomatosi és una malaltia que afecta els conills, causada pel virus Myxoma, popularment coneguda com la pesta del cap gros, es caracteritza per la formació de tumefaccions mucoses a la pell i a les membranes. Observada per primer cop a l'Uruguai a les darreries del segle xix, el 1950 va ser introduïda a Austràlia, de manera intencionada, per tal d'intentar controlar-ne la població de conills. El 1952 fou introduïda il·legalment a França, des d'on es va escampar a la resta d'Europa provocant mortalitats de fins al 99% de les poblacions de conills, amb conseqüències ecològiques greus, pels conills i pels seus predadors especialistes, com el linx ibèric.
La malaltia es transmet a través de la picada de paràsits, freqüentment mosquits i en algunes contrades les puces del conill (Spilopsyllus cuniculi).